# 2021年のNBAドラフト
2021年のNBAドラフトは、2021年7月29日 (現地時間) にニューヨーク市ブルックリン区にあるバークレイズ・センターにおいて開催されたNBAのドラフトであり、ESPN、ABC(1巡目のみ)によって放送された。1947年のNBAドラフトから開催以来、初の7月に開催となる。

## ドラフト指名

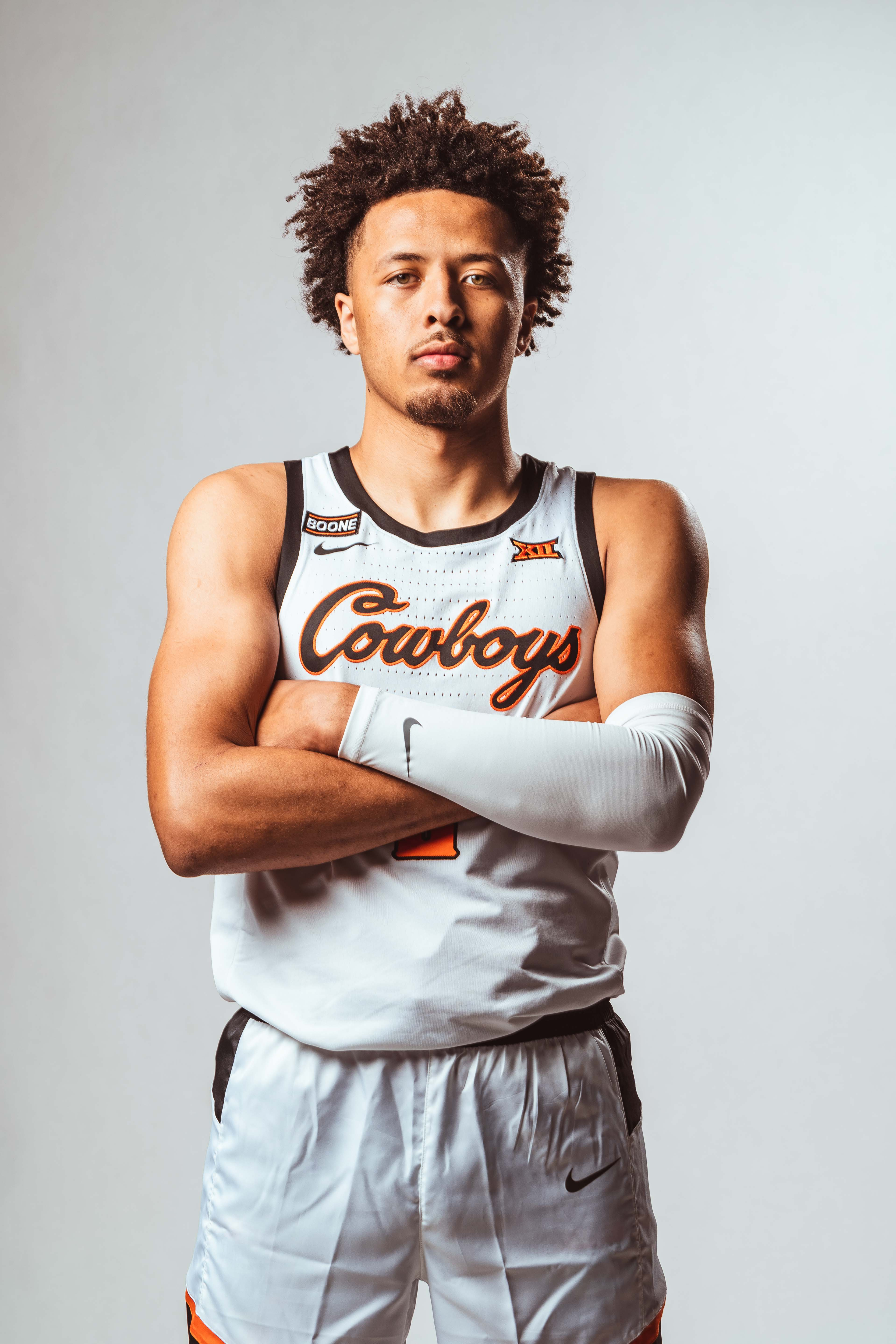
ケイド・カニングハムは全体1位でピストンズに指名された。

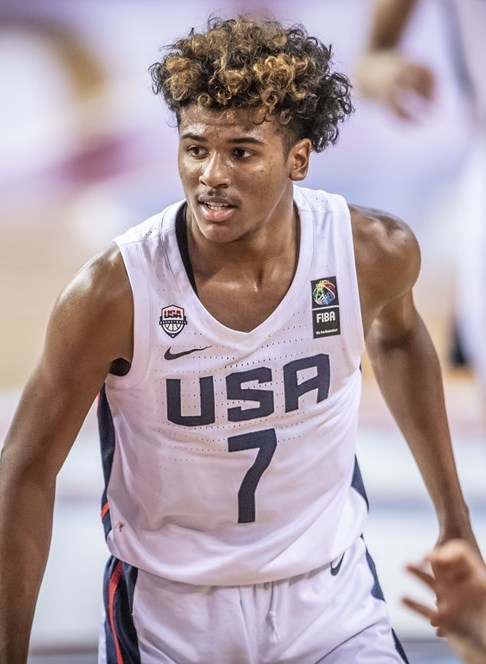
ジェイレン・グリーンは全体2位でロケッツに指名された。

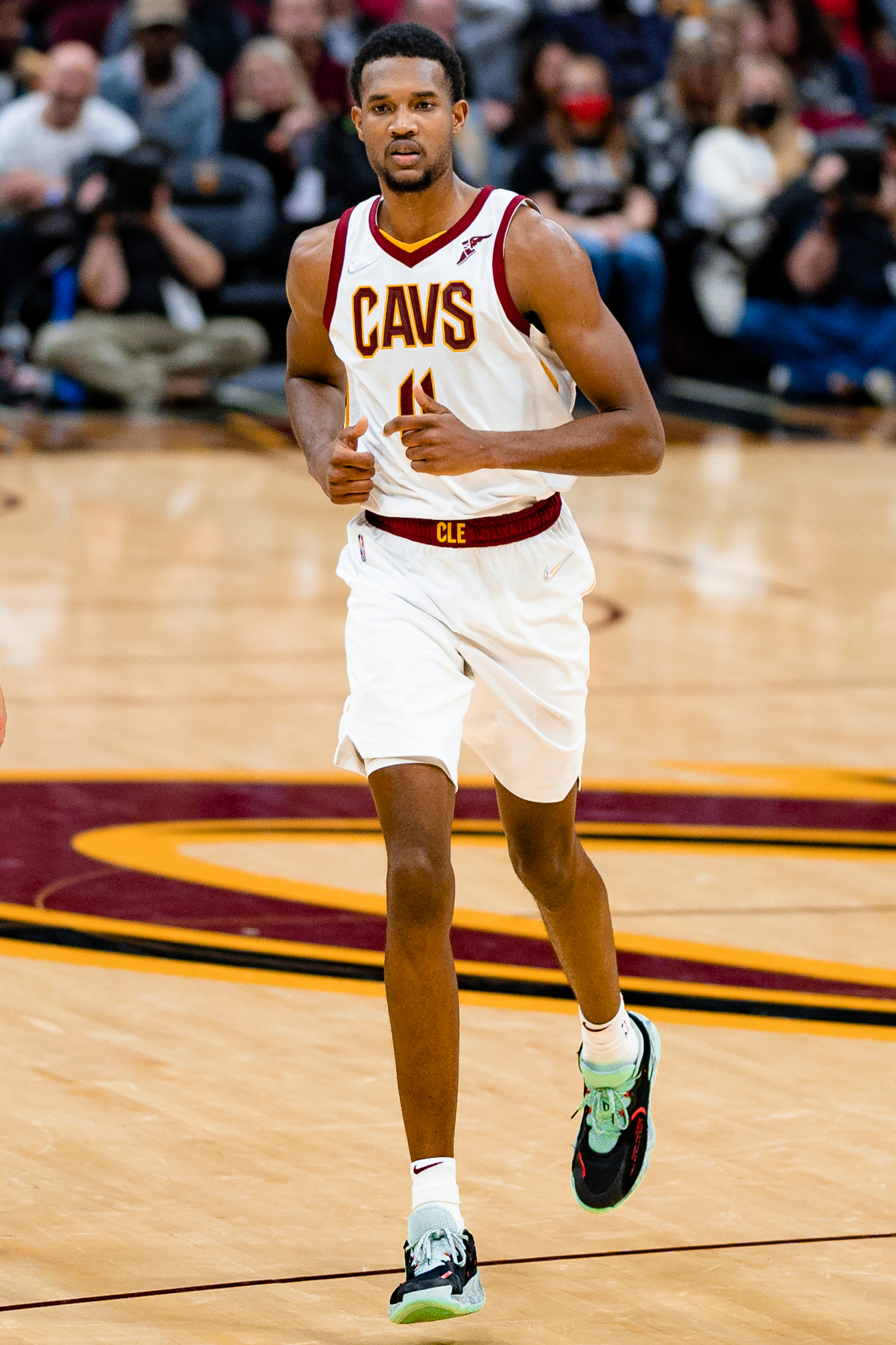
エバン・モーブリーは全体3位でキャバリアーズに指名された。

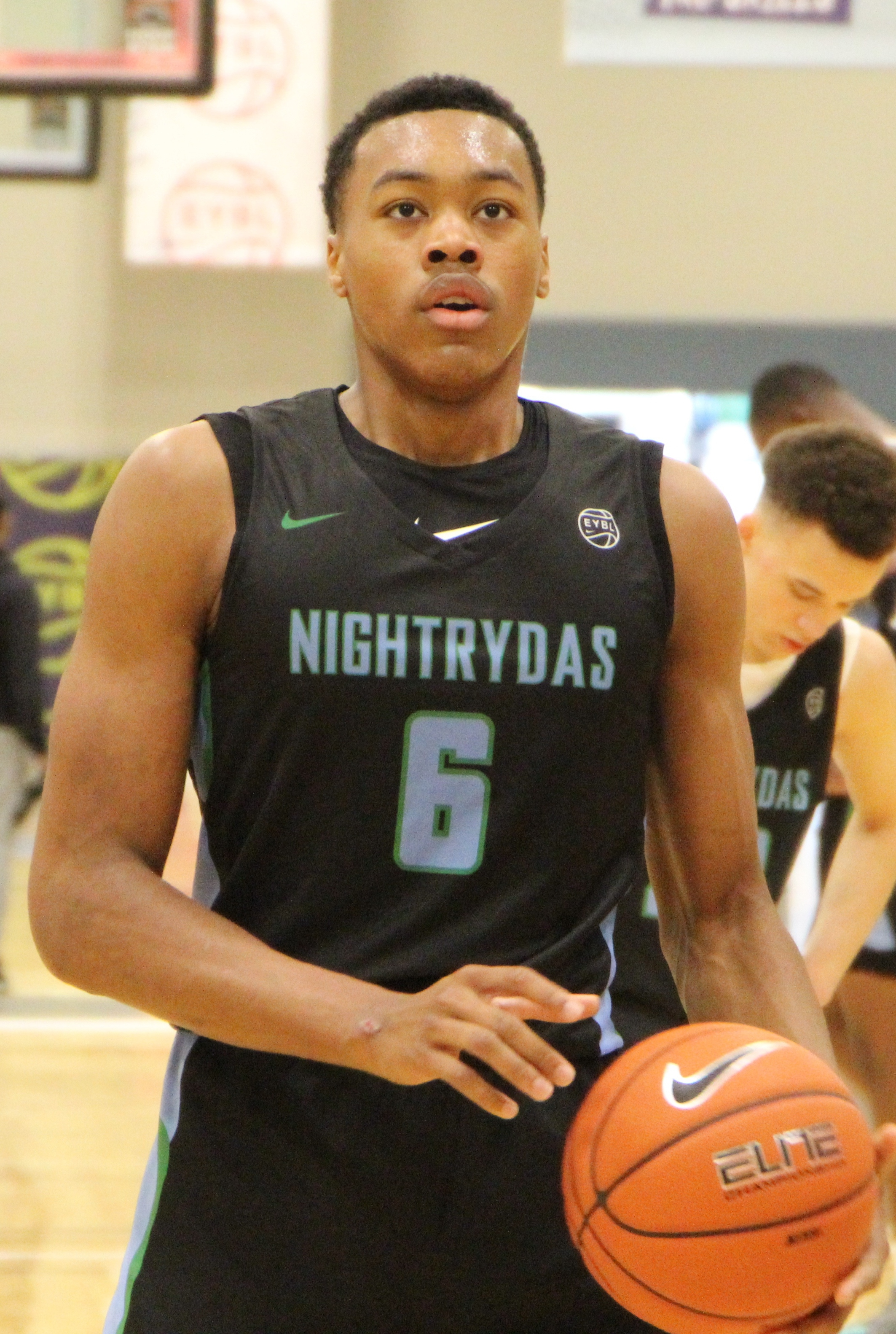
スコッティ・バーンズは全体4位でラプターズに指名された。

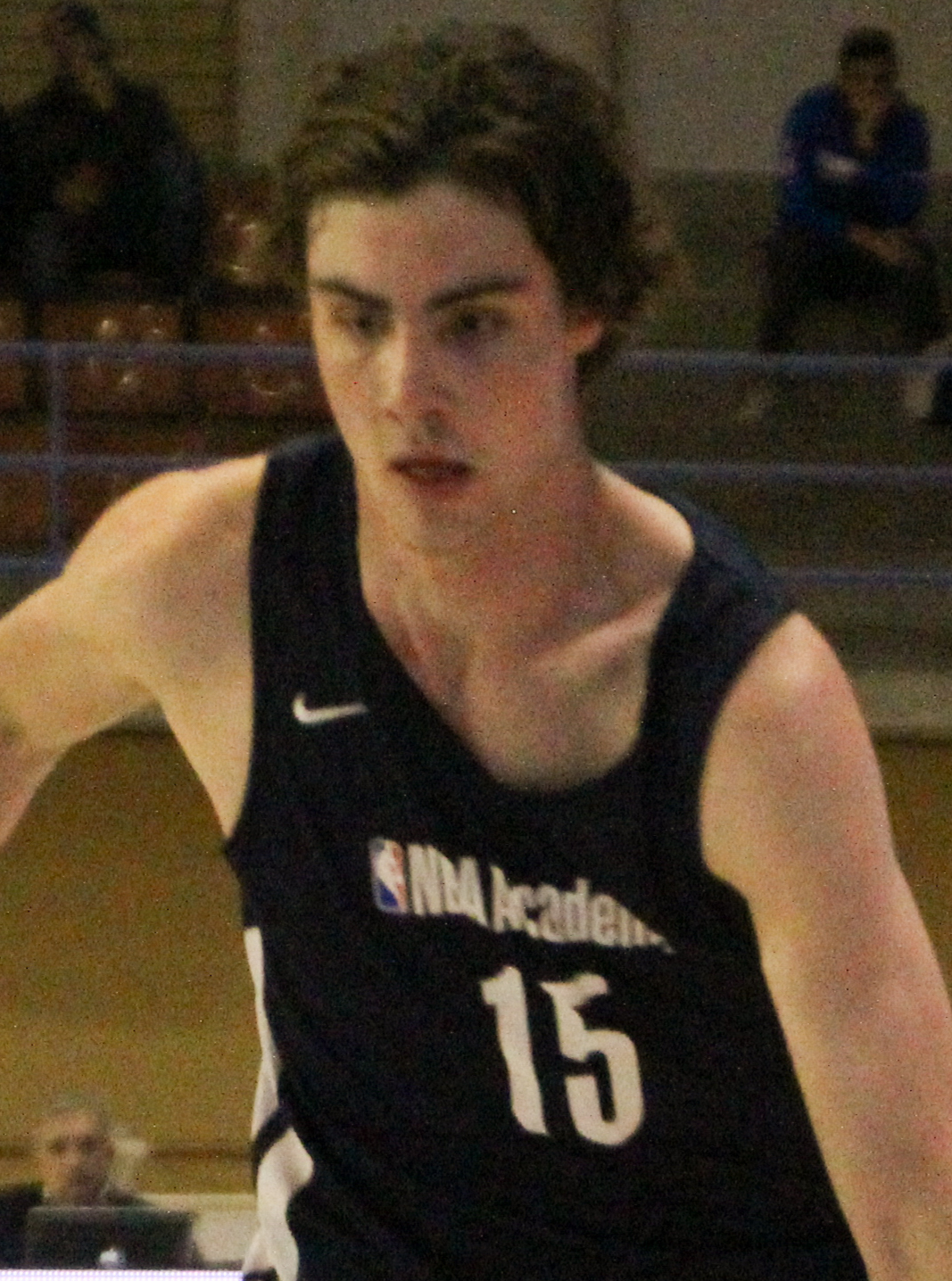
オーストラリア出身のジョシュ・ギディーは全体6位でサンダーに指名された。

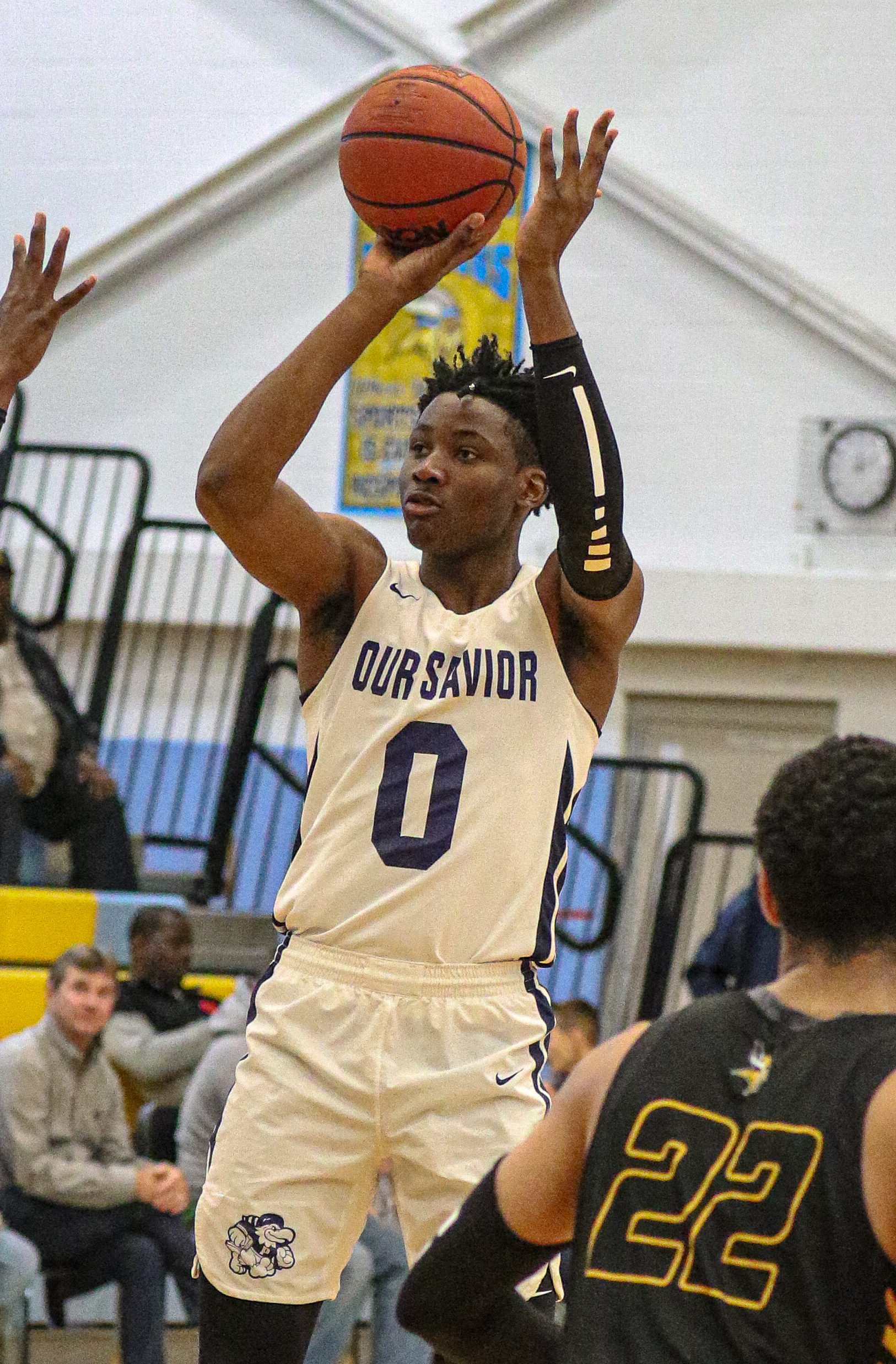
Gリーグ・イグナイト出身のジョナサン・クミンガは全体7位でウォリアーズに指名された。

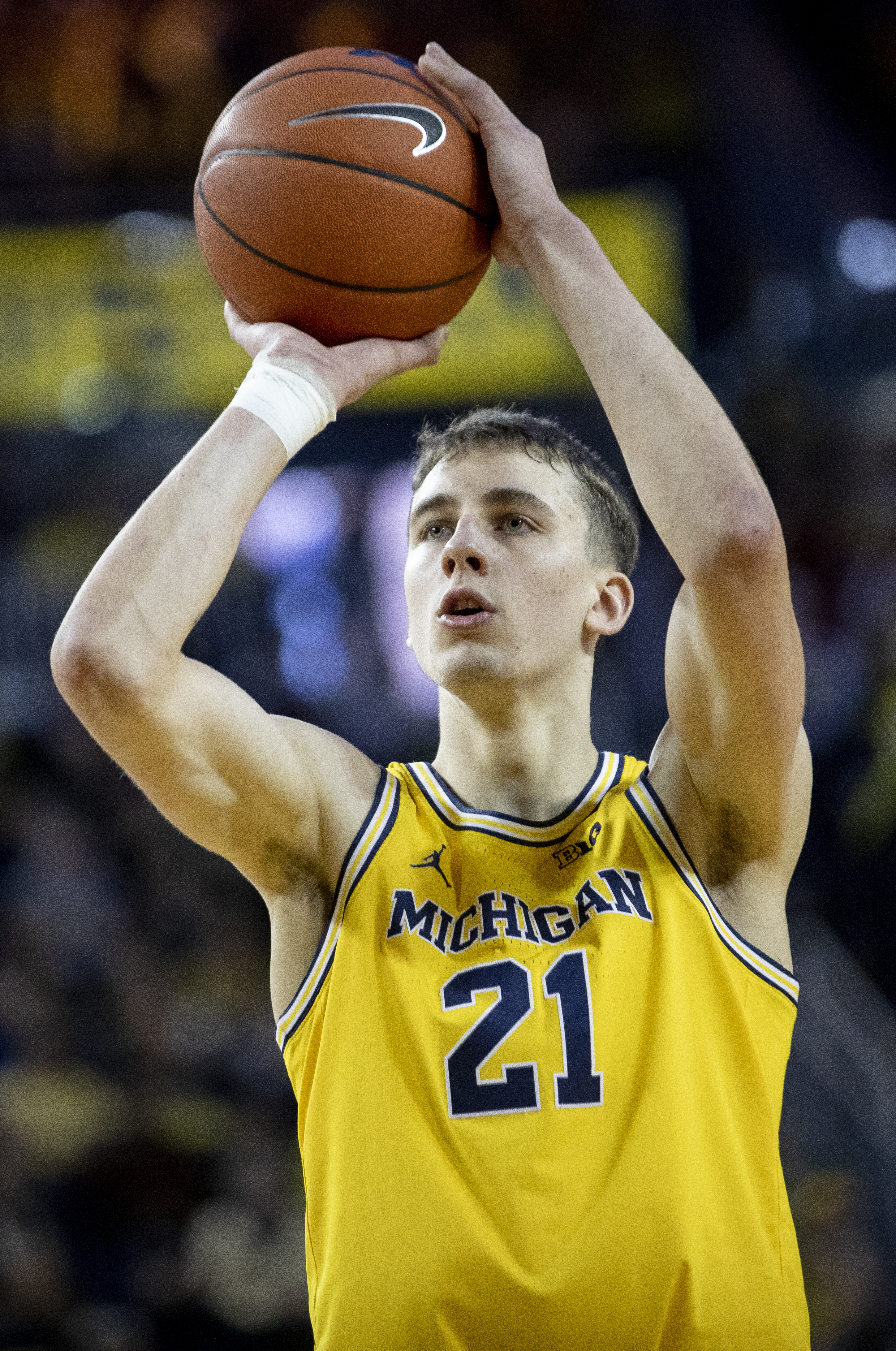
フランツ・バグナーは全体8位でマジックに指名された。

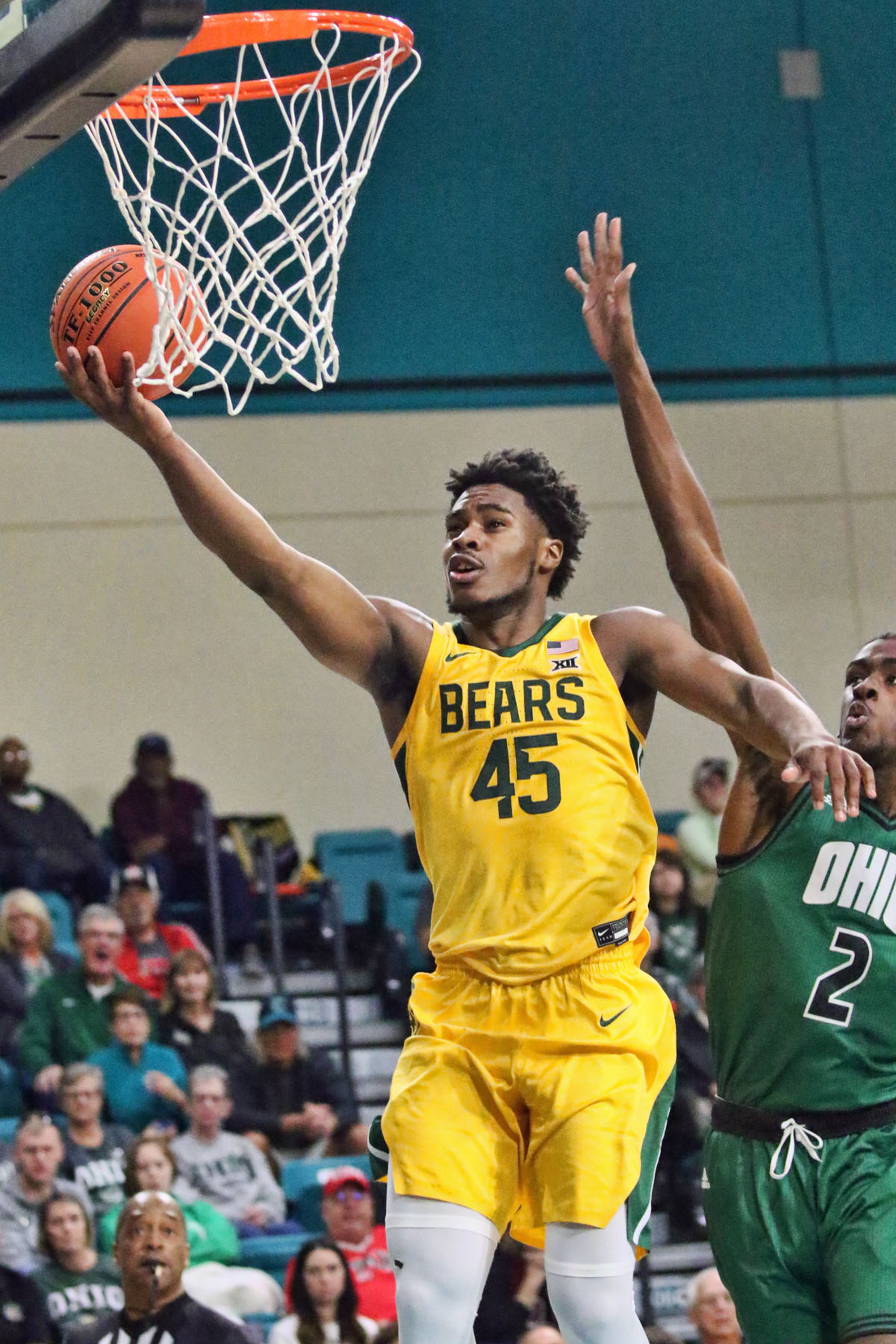
デイビオン・ミッチェルは全体9位でキングスに指名された

| PG | ポイントガード | SG | シューティングガード | SF | スモールフォワード | PF | パワーフォワード | C | センター |

| S | NBAオールスター               |
| A | オールNBAチーム               |
| R | NBAオールルーキーチーム       |
| D | NBAオールディフェンシブチーム |
| C | NBAチャンピオン               |
| F | ファイナルMVP                 |
| # | NBAでのプレー経験なし         |
| M | シーズンMVP                   |

### 指名順位
| 巡 | 指名順 | 選手名                           | Pos. | 経歴    | 国籍                     | 指名チーム | 出身校など                         |
| -- | ------ | -------------------------------- | ---- | ------- | ------------------------ | --- | ---------------------------------- |
| 1  | 1      | ケイド・カニングハム             | PG   | S A R   | アメリカ合衆国           | デトロイト・ピストンズ | オクラホマ州立大学                 |
| 1  | 2      | ジェイレン・グリーン             | SG   | R       | アメリカ合衆国           | ヒューストン・ロケッツ | NBAGリーグ・イグナイト             |
| 1  | 3      | エバン・モーブリー               | C    | S A R D | アメリカ合衆国           | クリーブランド・キャバリアーズ                                                                                            | USC                                |
| 1  | 4      | スコッティ・バーンズ ROY         | PF   | S R     | アメリカ合衆国           | トロント・ラプターズ | フロリダ州立大学                   |
| 1  | 5      | ジェイレン・サッグス             | PG   | D       | アメリカ合衆国           | オーランド・マジック | ゴンザガ大学                       |
| 1  | 6      | ジョシュ・ギディー               | PG   | R       | オーストラリア           | オクラホマシティ・サンダー                                                                                                | アデレード・36ers (オーストラリア) |
| 1  | 7      | ジョナサン・クミンガ             | SF   | C       | コンゴ民主共和国         | ゴールデンステート・ウォリアーズ (ミネソタから)                                                                           | NBAGリーグ・イグナイト             |
| 1  | 8      | フランツ・ワグナー               | SF   | R       | ドイツ                   | オーランド・マジック (シカゴから)                                                                                         | ミシガン大学                       |
| 1  | 9      | デイビオン・ミッチェル           | PG   |         | アメリカ合衆国           | サクラメント・キングス | ベイラー大学                       |
| 1  | 10     | ザイア・ウィリアムズ             | SF   |         | アメリカ合衆国           | ニューオーリンズ・ペリカンズ →メンフィスへトレード                                                                        | スタンフォード大学                 |
| 1  | 11     | ジェームズ・ブックナイト         | SG   |         | アメリカ合衆国           | シャーロット・ホーネッツ                                                                                                  | コネチカット大学                   |
| 1  | 12     | ジョシュア・プリモ               | SG   |         | カナダ                   | サンアントニオ・スパーズ                                                                                                  | アラバマ大学                       |
| 1  | 13     | クリス・ドゥアルテ               | SG   | R       | ドミニカ共和国           | インディアナ・ペイサーズ                                                                                                  | オレゴン大学                       |
| 1  | 14     | モーゼス・ムーディー             | SG   | C       | アメリカ合衆国           | ゴールデンステート・ウォリアーズ                                                                                          | アーカンソー大学                   |
| 1  | 15     | コーリー・キスパート             | SF   |         | アメリカ合衆国           | ワシントン・ウィザーズ | ゴンザガ大学                       |
| 1  | 16     | アルペラン・シェングン           | C    | S       | トルコ                   | オクラホマシティ・サンダー (ボストンから) →ヒューストンへトレード                                                         | ベシクタシュJK (トルコ)            |
| 1  | 17     | トレイ・マーフィー3世            | SF   |         | アメリカ合衆国           | メンフィス・グリズリーズ →ニューオーリンズへトレード                                                                      | バージニア大学                     |
| 1  | 18     | トレ・マン                       | PG   |         | アメリカ合衆国           | オクラホマシティ・サンダー (マイアミから)                                                                                 | フロリダ大学                       |
| 1  | 19     | カイ・ジョーンズ                 | C    |         | バハマ                   | ニューヨーク・ニックス →シャーロットへトレード                                                                            | テキサス大学                       |
| 1  | 20     | ジェイレン・ジョンソン           | SF   |         | アメリカ合衆国           | アトランタ・ホークス | デューク大学                       |
| 1  | 21     | キーオン・ジョンソン             | SG   |         | アメリカ合衆国           | ニューヨーク・ニックス (ダラスから) →ロサンゼルス・クリッパーズへトレード                                                 | テネシー大学                       |
| 1  | 22     | アイザイア・ジャクソン           | PF   |         | アメリカ合衆国           | ロサンゼルス・レイカーズ →ワシントンを経由してインディアナへトレード                                                      | ケンタッキー大学                   |
| 1  | 23     | ウスマン・ガルバ                 | PF   |         | スペイン                 | ヒューストン・ロケッツ (ポートランドから)                                                                                 | レアル・マドリード (スペイン)      |
| 1  | 24     | ジョシュ・クリストファー         | SG   |         | アメリカ合衆国           | ヒューストン・ロケッツ (ミルウォーキーから)                                                                               | アリゾナ州立大学                   |
| 1  | 25     | クエンティン・グライムズ         | SG   |         | アメリカ合衆国           | ロサンゼルス・クリッパーズ →ニューヨークへトレード                                                                        | ヒューストン大学                   |
| 1  | 26     | ボーンズ・ハイランド             | PG   | R       | アメリカ合衆国           | デンバー・ナゲッツ | バージニア・コモンウェルス大学     |
| 1  | 27     | キャメロン・トーマス             | SG   |         | アメリカ合衆国           | ブルックリン・ネッツ | LSU                                |
| 1  | 28     | ジェイデン・スプリンガー         | SG   |         | アメリカ合衆国           | フィラデルフィア・セブンティシクサーズ                                                                                    | テネシー大学                       |
| 1  | 29     | デイロン・シャープ               | C    |         | アメリカ合衆国           | フェニックス・サンズ →ブルックリンへトレード                                                                              | ノースカロライナ大学               |
| 1  | 30     | サンティ・アルダマ               | PF   |         | スペイン                 | ユタ・ジャズ →メンフィスへトレード                                                                                        | ロヨラ大学                         |
| 2  | 31     | アイザイア・トッド               | PF   |         | アメリカ合衆国           | ミルウォーキー・バックス (ヒューストンから) →インディアナを経由してワシントンへトレード                                   | NBAGリーグ・イグナイト             |
| 2  | 32     | ジェレマイア・ロビンソン＝アール | PF   |         | アメリカ合衆国           | ニューヨーク・ニックス (デトロイトからフィラデルフィア、ロサンゼルス・クリッパーズを経由して) →オクラホマシティへトレード | ビラノバ大学                       |
| 2  | 33     | ジェイソン・プレストン           | PG   |         | アメリカ合衆国           | オーランド・マジック →ロサンゼルス・クリッパーズへトレード                                                                | オハイオ大学                       |
| 2  | 34     | ロカス・ヨクバイティス           | PG   | #       | リトアニア               | オクラホマシティ・サンダー →ニューヨークへトレード                                                                        | BCジャルギリス (リトアニア)        |
| 2  | 35     | ハーバート・ジョーンズ           | SF   | R D     | アメリカ合衆国           | ニューオーリンズ・ペリカンズ (クリーブランドからアトランタを経由して)                                                     | アラバマ大学                       |
| 2  | 36     | マイルズ・マクブライド           | PG   |         | アメリカ合衆国           | オクラホマシティ・サンダー (ミネソタからゴールデンステートを経由して) →ニューヨークへトレード                             | ウェストバージニア大学             |
| 2  | 37     | JT・ソー                         | PF   |         | 南スーダン               | デトロイト・ピストンズ (トロントからブルックリンを経由して) →シャーロットへトレード                                       | オーバーン大学                     |
| 2  | 38     | アヨ・ドスンム                   | PG   | R       | アメリカ合衆国           | シカゴ・ブルズ | イリノイ大学                       |
| 2  | 39     | ニーミアス・クエタ               | C    |         | ポルトガル               | サクラメント・キングス | ユタ州立大学                       |
| 2  | 40     | ジャレッド・バトラー             | SG   |         | アメリカ合衆国           | ニューオーリンズ・ペリカンズ →メンフィスを経由してユタへトレード                                                          | ベイラー大学                       |
| 2  | 41     | ジョー・ウィースキャンプ         | SG   |         | アメリカ合衆国           | サンアントニオ・スパーズ                                                                                                  | アイオワ大学                       |
| 2  | 42     | アイザイア・リバース             | SF   |         | アメリカ合衆国           | デトロイト・ピストンズ (シャーロットからニューヨークを経由して)                                                           | ミシガン大学                       |
| 2  | 43     | グレッグ・ブラウン               | PF   |         | アメリカ合衆国           | ニューオーリンズ・ペリカンズ (ワシントンからユタ、クリーブランド、ミルウォーキーを経由して) →ポートランドへトレード       | テキサス大学                       |
| 2  | 44     | ケスラー・エドワーズ             | SF   |         | アメリカ合衆国           | ブルックリン・ネッツ (インディアナから)                                                                                   | ペパーダイン大学                   |
| 2  | 45     | ジュハン・ベガリン               | SG   | #       | フランス                 | ボストン・セルティックス                                                                                                  | パリ・バスケット (フランス)        |
| 2  | 46     | ダラーノ・バントン               | PG   |         | カナダ                   | トロント・ラプターズ (メンフィスからサクラメントを経由して)                                                               | ネブラスカ大学                     |
| 2  | 47     | デビッド・ジョンソン             | PG   |         | アメリカ合衆国           | トロント・ラプターズ (ゴールデンステートからニューオーリンズ、ユタを経由して)                                             | ルイビル大学                       |
| 2  | 48     | シャリーフ・クーパー             | PG   |         | アメリカ合衆国           | アトランタ・ホークス (マイアミからポートランド、サクラメントを経由して)                                                   | オーバーン大学                     |
| 2  | 49     | マーカス・ゼガロウスキー         | PG   | #       | アメリカ合衆国           | ブルックリン・ネッツ (アトランタから)                                                                                     | クレイトン大学                     |
| 2  | 50     | フィリップ・ペトルシェフ         | C    |         | セルビア                 | フィラデルフィア・セブンティシクサーズ (ニューヨークから)                                                                 | メガ・バスケット (セルビア)        |
| 2  | 51     | ブランドン・ボストン・ジュニア   | SG   |         | アメリカ合衆国           | メンフィス・グリズリーズ (ポートランドからクリーブランド、デトロイト、ダラスを経由して)                                   | ケンタッキー大学                   |
| 2  | 52     | ルカ・ガーザ                     | C    |         | ボスニア・ヘルツェゴビナ | デトロイト・ピストンズ (ロサンゼルス・レイカーズからデトロイト、ヒューストン、サクラメントを経由して)                     | アイオワ大学                       |
| 2  | 53     | チャールズ・バッシー             | C    |         | ナイジェリア             | ニューオーリンズ・ペリカンズ (ダラスから)                                                                                 | ウェスタンケンタッキー大学         |
| 2  | 54     | サンドロ・マムケラシュビリ       | C    |         | ジョージア               | インディアナ・ペイサーズ (ミルウォーキーからクリーブランド、ヒューストンを経由して) →ミルウォーキーへトレード             | シートン・ホール大学               |
| 2  | 55     | アーロン・ウィギンズ             | SG   | C       | アメリカ合衆国           | オクラホマシティ・サンダー (デンバーからフィラデルフィア、ゴールデンステートを経由して)                                   | メリーランド大学                   |
| 2  | 56     | スコッティ・ルイス               | SG   |         | アメリカ合衆国           | シャーロット・ホーネッツ (ロサンゼルス・クリッパーズから)                                                                 | フロリダ大学                       |
| 2  | 57     | バルサ・コプリビカ               | C    | #       | セルビア                 | シャーロット・ホーネッツ (ブルックリンから) →デトロイトへトレード                                                         | フロリダ州立大学                   |
| 2  | 58     | ジェリコ・シムズ                 | PF   |         | アメリカ合衆国           | ニューヨーク・ニックス (フィラデルフィアから)                                                                             | テキサス大学                       |
| 2  | 59     | ライクアン・グレイ               | PF   |         | アメリカ合衆国           | ブルックリン・ネッツ (フェニックスから)                                                                                   | フロリダ州立大学                   |
| 2  | 60     | ヨルゴス・カレイツァキス         | SF   |         | ギリシャ                 | インディアナ・ペイサーズ (ユタから) →ミルウォーキーへトレード                                                             | パナシナイコス (ギリシャ)          |

## ドラフト抽選
NBAドラフトロッタリーは、ESPNによって6月22日に全国放映された。
|  | 実際の結果 |

| チーム                           | 2020–21 記録 | ロッタリー チャンス | 確率  | 確率  | 確率  | 確率  | 確率  | 確率  | 確率  | 確率  | 確率  | 確率  | 確率  | 確率  | 確率  | 確率  |
| チーム                           | 2020–21 記録 | ロッタリー チャンス | 1st   | 2nd   | 3rd   | 4th   | 5th   | 6th   | 7th   | 8th   | 9th   | 10th  | 11th  | 12th  | 13th  | 14th  |
| -------------------------------- | ------------ | ------------------- | ----- | ----- | ----- | ----- | ----- | ----- | ----- | ----- | ----- | ----- | ----- | ----- | ----- | ----- |
| ヒューストン・ロケッツ           | 17–55        | 140                 | 14.0% | 13.4% | 12.7% | 11.9% | 47.9% | -     | -     | -     | -     | -     | -     | -     | -     | -     |
| デトロイト・ピストンズ           | 20–52        | 140                 | 14.0% | 13.4% | 12.7% | 11.9% | 27.8% | 20.1% | -     | -     | -     | -     | -     | -     | -     | -     |
| オーランド・マジック             | 21–51        | 140                 | 14.0% | 13.4% | 12.7% | 11.9% | 14.8% | 26.0% | 7.1%  | -     | -     | -     | -     | -     | -     | -     |
| オクラホマシティ・サンダー       | 22–50        | 115                 | 11.5% | 11.4% | 11.2% | 11.0% | 7.4%  | 27.1% | 18.0% | 2.4%  | -     | -     | -     | -     | -     | -     |
| クリーブランド・キャバリアーズ   | 22–50        | 115                 | 11.5% | 11.4% | 11.2% | 11.0% | 2.0%  | 18.2% | 25.5% | 8.6%  | 0.6%  | -     | -     | -     | -     | -     |
| ミネソタ・ティンバーウルブズ     | 23–49        | 90                  | 9.0%  | 9.2%  | 9.4%  | 9.6%  | -     | 8.6%  | 29.7% | 20.6% | 3.4%  | 0.2%  | -     | -     | -     | -     |
| トロント・ラプターズ             | 27–45        | 75                  | 7.5%  | 7.8%  | 8.1%  | 8.5%  | -     | -     | 19.8% | 33.9% | 13.0% | 1.4%  | <0.1% | -     | -     | -     |
| シカゴ・ブルズ                   | 31–41        | 45                  | 4.5%  | 4.8%  | 5.2%  | 5.7%  | -     | -     | -     | 34.5% | 36.2% | 8.5%  | 0.5%  | <0.1% | -     | -     |
| サクラメント・キングス           | 31–41        | 45                  | 4.5%  | 4.8%  | 5.2%  | 5.7%  | -     | -     | -     | -     | 46.4% | 29.4% | 3.9%  | 0.1%  | <0.1% | -     |
| ニューオーリンズ・ペリカンズ     | 31–41        | 45                  | 4.5%  | 4.8%  | 5.2%  | 5.7%  | -     | -     | -     | -     | -     | 60.6% | 17.9% | 1.2%  | <0.1% | <0.1% |
| シャーロット・ホーネッツ         | 33–39        | 17                  | 1.7%  | 1.9%  | 2.1%  | 2.4%  | -     | -     | -     | -     | -     | -     | 77.6% | 13.9% | 0.5%  | <0.1% |
| サンアントニオ・スパーズ         | 33–39        | 16                  | 1.6%  | 1.8%  | 2.0%  | 2.2%  | -     | -     | -     | -     | -     | -     | -     | 84.8% | 7.5%  | 0.1%  |
| インディアナ・ペイサーズ         | 34–38        | 12                  | 1.2%  | 1.3%  | 1.5%  | 1.7%  | -     | -     | -     | -     | -     | -     | -     | -     | 92.0% | 2.3%  |
| ゴールデンステート・ウォリアーズ | 39–33        | 5                   | 0.5%  | 0.6%  | 0.6%  | 0.7%  | -     | -     | -     | -     | -     | -     | -     | -     | -     | 97.6% |

## 主なドラフト外選手
- ジョエル・アヤイ – G, ゴンザガ
- チョンディー・ブラウン – G, ミシガン
- ジェイ・ハフ – C, バージニア
- マック・マクラング – G, テキサステック
- オースティン・リーブス – G, オクラホマ
- D・J・スチュワート・ジュニア – G, デューク
- デビッド・デューク – G, プロビデンス
- ブランドン・ウィリアムズ（英語版） - PG, アリゾナ大学
- テリー・テイラー - SF, オースティン・ピー州立大学

## その他
この年のドラフトにエントリーしながらも、ドラフト前に交通事故で他界したテレンス・クラークの家族が会場に招待され、1巡目指名の途中に追悼セレモニーが行われた。